# 安老县 (海防市)
安老县（越南语：／）是越南海防市下辖的一个县。面积114.5845平方公里，2018年总人口152518人。

## 地理
安老县北接安阳郡，南接先朗县，东接建安郡和建瑞县，西接海阳省青河县和金城县。

## 历史
阮朝时，安老县隶属海阳省建瑞府管辖。
同庆二年（1887年）十一月，阮朝朝廷增设海阳海防衙，安老县划归海防衙管辖。
成泰五年（1893年）七月，海防衙正式改设为海防省。
成泰十年（1898年）正月，海防省省莅自海防市迁至安老县扶辇社，改省名为扶辇省。成泰十八年（1906年）正月，扶辇省更名为建安省。
1962年10月27日，建安省整体并入海防市。安老县随之划归海防市管辖。
1969年4月4日，安老县和建瑞县合并为安瑞县。
1980年3月5日，安瑞县以原安老县安泰社、安寿社、美德社、战胜社、新园社、新民社、泰山社、长山社、国峻社、安胜社、安进社、长城社、长寿社、八庄社、光兴社、光中社16社和建安市社合并为建安县。
1988年6月6日，建安县以建安市镇、北河社、同和社、南河社1市镇3社析置建安市社，并更名为安老县；安老县下辖安进社、安泰社、安胜社、安寿社、八庄社、战胜社、美德社、国峻社、光中社、光兴社、新民社、新园社、泰山社、长城社、长寿社、长山社16社。
1993年11月23日，安进社、安胜社和国峻社析置安老市镇。
2007年4月5日，长山社改制为长山市镇。

## 行政区划
安老县下辖2市镇15社，县莅安老市镇。
- 安老市镇（Thị trấn An Lão）
- 长山市镇（Thị trấn Trường Sơn）
- 安泰社（Xã An Thái）
- 安胜社（Xã An Thắng）
- 安寿社（Xã An Thọ）
- 安进社（Xã An Tiến）
- 八庄社（Xã Bát Trang）
- 战胜社（Xã Chiến Thắng）
- 美德社（Xã Mỹ Đức）
- 光兴社（Xã Quang Hưng）
- 光中社（Xã Quang Trung）
- 国峻社（Xã Quốc Tuấn）
- 新民社（Xã Tân Dân）
- 新园社（Xã Tân Viên）
- 泰山社（Xã Thái Sơn）
- 长城社（Xã Trường Thành）
- 长寿社（Xã Trường Thọ）